# Алексије Везилић
Алексије Везилић (Стари Кер, 17. март 1753 — Нови Сад, 12. јануар 1792) био је српски лирски песник који је Србима представио немачку верзију просветитељства. Сврстава се у ред родоначелника модерног српског песништва.

## Детињство и младост
Алексије Везилић је рођен 17. јула 1753. године у српском селу Кер, у породици Аврама Везилића. Село Стари Кер је данашње Змајево, смештено у општини Врбас, у Јужно-Бачком округу у Војводини. У то време ова област била је део Аустријске војне крајине. Рано школовање је завршио у "словенским школама" у Новом Саду и Сегедину, а студирао је латински и немачки на универзитетима у Будиму и Пешти. По завршетку студија 1780. године отишао је у Беч и уписао се у новоосновану учитељску школу École Normale, код професора Стевана Вујановског. У овој школи обучавали су се учитељи и надзорници свих реформисаних школа, а временом прерасла у Педагошки факултет Универзитета у Бечу.

## Младост и средње доба
Успешно похађање за ондашње услове престижног двогодишњег педагошког курса, могло му је обезбедити угледан друштвени статус и материјалну сигурност. Наиме, Карловачки магистрат му је понудио место учитеља основне народне школе у Сремским Карловцима. На дужност је требало да ступи почетком септембра 1782. године. Међутим, Алексије Везилић 19. септембра наведене године изненада обавештава Карловчанина Василија Маринковића како је принуђен да „због болести” одбије понуђену службу. Прави разлог за одустајање од учитељског позива крио се у његовој одлуци да, попут многих других припадника ондашње српске интелектуалне елите, међу којима су Теодор Јанковић Миријевски, Сава Текелија, Стефан Стратимировић, Григорије Трлајић и други, настави школовање у Бечу. На основу општеприхваћене представе о епохи просветитељства, уз посебан осврт на пажњу која је тада посвећивана идеји да је образовање предуслов за развој и напредак сваке нације, могло би се закључити да су особе из најближег Везилићевог окружења са одобравањем прихватиле његову жељу за даљим школовањем. Међутим, одговор Василија Маринковића, у писму написаном 23. септембра 1782. године, баца другачије светло на околности које су претходиле Везилићевом одласку у Беч. Иако су заразне болести са потенцијално фаталним исходом биле уобичајене у 18. веку, нико од чланова школског одбора није поверовао у Везилићеву тврдњу да је тешко болестан, аубрзо се испоставило да су били у праву.
Велики почетни ентузијазам, који га је крајем 1782. одвео на студије права у Беч, нестао је изненађујуће брзо. Алексије Везилић већ у јесен 1784. напушта универзитет и одлази у фрушкогорски манастир Гргетег како би се замонашио. Упркос благонаклоности архимандрита Кирила Живковића (1730–1807), који је примио у манастир новопридошлог студента из Беча, Алексије Везилић се након свега неколико дана предомислио и напустио Гргетег. С обзиром на то да је сачуван врло скроман број поузданих информација о његовом несрећном животу, неопходно је нагласити како протоколарни записник Кирила Живковића, састављен приликом Везилићевог кратког искушеничког „стажа”, представља драгоцено биографско сведочанство о животу даровитог песника и несуђеног фрушкогорског калуђера. Након одласка из Гргетега Алексије Везилић се краће време задржао у Новом Саду, а затим је донео одлуку да настави студије права у Бечу.
Други боравак у Бечу није био много успешнији од првог, барем када је у питању Везилићева спремност да се након студија посвети правничком позиву. Због тога овај период у његовом животу заслужује да буде упамћен првенствено због објављивања књиге под насловом Краткоје сочиненије о приватних и публичних делах (1785).
Након повратка у Сремске Карловце, 1785. године, готово три године издржавао искључиво од давања приватних часова из латинског и немачког језика. Године 1787, по одлуци Угарске дворске канцеларије наименован је за проинспектора српских и румунских школа у Великоварадинском диштрикту.
Упркос престижном карактеру положаја царско-краљевског проинспектора, након непуне три године се испоставило да преосетљиви и честити Алексије Везилић није био спреман за обављање многобројних дужности, посебно оних које су га приморавале да се сукобљава са немарним учитељима и неповерљивим члановима локалних школских одбора. Због оштрог супротстављања „мисионарским” активностима унијатских свештеника међу православним живљем, био је оклеветан пред надлежним властима као неморална особа. Суочен са срамотним денунцијацијама, замолио је митрополита Стефана Стратимировића да га уведе у монашки чин и пошаље у неки од фрушкогорских манастира. Намера карловачког архипастира да га постави за архимандрита у Раковцу пропала је због незадовољства фрушкогорских калуђера, који су се успротивили могућности Везилићевог наглог успона у црквеној хијерархији. Крајем 1791. године поднео је оставку на дужност проинспектора, а затим је био пензионисан. Последње дане живота провео је у дому угледног новосадског сенатора Давида Рацковића. Умро је као пуки сиромах 24. јануара 1792. године. Имао је тада 39 година.

## Алексије Везилић као књижевник
Колико је озбиљно схватио себе као песника јасно је из класичне форме којом је започео каријеру. Године 1785. написао је књигу Краткое сочиненїе õ приватнłх°, и пúбличнłх° дѣлах° (Краткоје сочињеније о приватних и публичних дјелах), која садржи четири оде. Књига садржи већи број образаца како треба писати јавне исправе и акта (обрасци за облигације, тестаменте, уговоре и сведочанства) и приватна писма, уз које је ишло и неколико забавних састава. Једна ода прославља цара Јосифа II. У жељи да читаoцима понуди што конкретнија објашњења и примере како се води приватна преписка, аутор је у своју књигу уврстио и неколико писама из личне архиве. Овај обимни приручник из области кореспонденције посвећен је пишчевом рођаку и карловачком учитељу, Григорију Анђелићу, који је  прикупио новчана средства за штампање књиге. О великој популарности овог Везилићевог приручника сведочи и податак да је поново штампан 1792. године. Друго издање објавио је искусни новосадски продавац књига Дамјан Каулици (1760–1810), који је очигледно био свестан велике заинтересованости читалаца за практични „епистолар” Алексија Везилића. Упркос ванлитерарном карактеру наведеног дела, које је вероватно било привлачније бачким трговцима житом него љубитељима  поезије, Краткоје сочињеније о приватних и публичних дјелах садржи неколико фрагмената чији књижевноисторијски значај не може бити занемарен. Песнички триптихон, дат на крају овог дела (песме  О шчастији нињешнаго века , На господина Јосифа Ј от Шакабент епископа бачкаго и О чистој совести) антиципирао је наредну фазу у стваралаштву Алексија Везилића.
Његово дело Краткое написанїе õ спокоіноі жизни (Краткоје написаније о спокојној жизни) из 1788. представља прву збирку стихова у модерној српској литератури. Ова књига састоји се из два дела и представља низ побожно-поучних размишљања о животу и људским страстима. Све песме из првог дела чине једну моралну целину, у духу античког стоицизма и хришћанског сузбијања страсти. Хришћанско надахнуће је основно и главно, али обилато је подупрто идејама и наводима класичних филозофа и песника. У другом делу су пригодне и китњасте похвале важнијим Србима из свих сталежа. На више места Велизић излаже модерне и просветитељске мисли, које одају савременика Јосифа II и присталицу Доситеја Обрадовића. Он је и добар српски родољуб и високо цени способности српског народа у свим областима. Године 1847. Јован Суботић га је назвао "отцем србског ученог стихотворства". Данас се ови стихове тумаче као вид критичког просветитељства којем уопште не смета што је испеван у два класична облика, хексаметру и сафичкој строфи, оним формама које су посрбљене у својој морфологији и које су изникле из традиције латинског световног песништва. Везилићева скепса, која је касније била инспирација и Јовану Стерији Поповићу, извориште је тражила у чувеном јеванђеоском: „А каква је корист човеку ако сав свет задобије а души својој науди”. Просветитељски је и његов критички начин размишљања, заснован на просторним а не временским координатама. Ауторова, много пута потврђена, склоност према морално-дидактичком дискурсу, довела је до тога да је већина песама утемељена на критици људских порока, о чему врло јасно сведоче и њихови наслови (О гордости, О зависти, О гневе, О пијанстве, О блудодејанији, О соблазни, О чародејстве, О лицемерји, О уздржанији јазика, О злој совести...). Чврста решеност Алексија Везилића да подучи своју публику, постаје разумљивија након пажљивијег ишчитавања предговора, у којем је наглашено да је дело намењено млађим генерацијама читалаца, односно јуности славеносербској (Везилић, 1788: V–VΙ). Ова књига представља својеврсно сведочанство о приватног живота Срба у 18. веку. Друго издање песничке збирке Краткоје написаније о спокојној жизни објављено је у Будиму 1813. године, готово двадесет година након смрти Алексија Везилића.
Везилић је такође написао и српско-немачки речник под називом Rečnik malyj nemecko-serbskij, објављен постхумно у Бечу 1793.

## Заоставштина
Као интелектуалац, Везилић је осуђивао магију и празноверје. Он припада групи поетских реформатора који су се појавили у свим земљама Европе крајем осамнаестог века. Занимљива је чинјеница да је он био један од првих међу њима. Рођен је четири године пре Риге од Фере, шест година пре Фриериха Шилера, девет година пре Андреа Шенијеа, седамнаест година пре Вилијама Вордсворта и деветнаест година пре Семјуела Тејлора Колриџа. Учинио за Србију оно што је сваки од ових песника учинио за своју сопствену државе. Везилић је сматрао да српска књижевност даје превише религиозности, реторике и мало уметности и живахности. Био је први који је увео класицизам, живахност стила, свежину и сажетост форме и маштовито истраживање природе, што је тада било јединствено и без преседана. Можда је најважнија чињеница што је био међу најранијим српским интелектуалцима, какви су Павле Јулинац, Јован Рајић, Захарије Орфелин, Доситеј Обрадовић и Јован Мушкатировић. Скренуо је пажњу својих читалаца и поштовалаца на богату ризницу српске древне историје и митологије и предложио употребу тих вредности у имагинативном писању. Везилић је био зачетник класицизма у српској литератури, али према речима Јована Скерлића, дело Лукијана Мушицког је донело његову кулминацију.
На посебан начин упамћен је и српско-руски генерал Симеон Зорић, у песмама Алексија Везилића, објављеним у Бечу и Будиму.
Посматрано из савремене књижевноисторијске перспективе, Алексије Везилић без сваке сумње спада у ред родоначелника модерног српског песништва. О томе сведочи и податак да је његова, данас готово заборављена збирка песама Краткоје написаније о спокојној жизни представљала значајан узор за наше најугледније књижевнике попут Јована Стерије Поповића, који му је 1855. године одао искрено признање песмом под насловом Алексију Везилићу (Стерија, 2010: 199). Песничка збирка Краткоје написаније о спокојној жизни опстајала је на маргини књижевне историографије све до последњих деценија 20. века, када је њен аутор коначно уврштен међу најзначајније представнике српског класицизма.